# Elizet Banda
Elizet Banda (sinh ngày 16 tháng 2 năm 1988 tại Chingola) là một vận động viên người Zambia chuyên về 1500 mét.
Cô đã hoàn thành thứ tám tại Giải vô địch thế giới thiếu niên năm 2006 và thứ chín tại Giải vô địch châu Phi 2008. Cô cũng đã tham dự Đại hội Thể thao Khối thịnh vượng chung năm 2006.
Thời gian tốt nhất cá nhân của cô là 4: 25,04 phút, đạt được vào tháng 7 năm 2006 tại Windhoek.